# Короткий Бык
Короткий Бык (англ. Short Bull, лакота Tȟatȟáŋka Ptéčela, Тхатханка Птечела; ок. 1845—1915) — шаман индейского племени брюле, входившего в союз семи племён лакота. Сыграл важную роль в распространении Пляски Духа и был одним из самых активных проповедников нового культа.

## Биография
Короткий Бык родился приблизительно в 1845 году в районе реки Найобрэра. В юности активно участвовал в войнах с пауни и кроу, традиционными врагами своего племени. С 1860-х годов воевал против американской армии, участник войн сиу.
В 1890 году был избран в числе трёх делегатов, отправившихся к основателю религии Пляски Духа Вовоке в Неваду, после чего стал одним из основных лидеров нового мессианского движения в резервациях лакота. После убийства Сидящего Быка и бойни на ручье Вундед-Ни, 16 января 1891 года Короткий Бык сдался генералу Нельсону Майлзу. Вместе с другими участниками Пляски Духа был заключён в тюрьму в форте Шеридан, штат Иллинойс. После освобождения он присоединился к шоу «Дикий Запад» Буффало Билла. С представлениями «Дикого Запада» Короткий Бык побывал во многих штатах, а также посещал Европу. В 1913 году покинул шоу и вернулся в резервацию. Короткий Бык посещал Вашингтон с делегацией лидеров лакота.
Ближе к концу жизни он принял христианство, став приверженцем конгрегационалистской церкви. Короткий Бык умер в 1915 году в резервации верхних брюле Роузбад.